# Cristóbal Bencomo y Rodríguez
Cristóbal Bencomo y Rodríguez (prononcé en espagnol [kɾis.ˈto.bal beŋ.ˈko.mo i ɾo.ˈdɾi.geθ]), né le 30 août 1758 à San Cristóbal de La Laguna (île de Tenerife, Canaries, Espagne) et mort le 15 avril 1835 à Séville (Andalousie, Espagne), est un prêtre catholique espagnol, confesseur du roi d'Espagne Ferdinand VII, et archevêque.
Bencomo est à l'origine de la création de l'Université de La Laguna, la première université des îles Canaries, et de la création du diocèse de San Cristóbal de La Laguna. La création de ce diocèse marque la séparation des îles occidentales des Canaries et de ce nouvel évêché. Il est connu pour les nombreux titres royaux et ecclésiastiques et fut l'une des personnalités les plus importantes de l'Église catholique espagnole. Il était notamment membre du Conseil et de la Chambre de Castille (es) et fut nommé Inquisiteur général (es) d'Espagne, charge qu'il refusa. Il est également Grand-croix de l'ordre de Charles III et archevêque titulaire d'Héraclée (de) in partibus, charge octroyée par le pape Pie VII.

## Biographie
Cristóbal Bencomo est né à San Cristóbal de La Laguna sur l'île de Tenerife le 30 août 1758.
Bencomo avait deux frères: Pedro José et Santiago Bencomo y Rodríguez. Tous les trois étaient des clercs éminents, ils ont grandement contribué à la création de l'Université de San Fernando (maintenant l'Université de La Laguna), promu les travaux de la cathédrale de La Laguna et à la création du diocèse de San Cristóbal de La Laguna. Ils étaient des descendants de Bencomo, dernier mencey (roi) de Taoro. Sur les trois, c'est Cristobal Bencomo qui a eu un rôle décisif dans la mise en place de l'université et de l'évêché.
Cristóbal a excellé dans les études de philosophie et de théologie, avec une connaissance approfondie de la langue et de la littérature latine. Après avoir terminé ses études, l'évêque du diocèse des Canaries, Fray Joaquín de Herrera de la Bárcena lui a donné en 1790, la tonsure et le titre de prédicateur, ainsi que la nomination de page des cérémonies sacrées. Après cela, il a déménagé à Madrid, à la recherche de meilleures perspectives de carrière où il se consacre à l'étude de la langue et la littérature grecque.
En 1793, le roi Carlos IV de l'Espagne l'a nommé maître de philosophie et de politique et apprenti écuyer. Plus tard, en 1780, Becomo a été nommé confesseur du prince Ferdinand VII, avec qui il a eu une certaine complicité. Lorsque Carlos IV et son fils Fernando VII sont partis pour Bayonne afin de rencontrer Napoléon, Bencomo est retourné à Tenerife jusqu'en 1814; lorsque Fernando VII est revenu à Madrid, il a exigé la présence de son confesseur. Le roi a ordonné un navire de guerre uniquement pour son transfert à la cour avec toute la pompe possible.

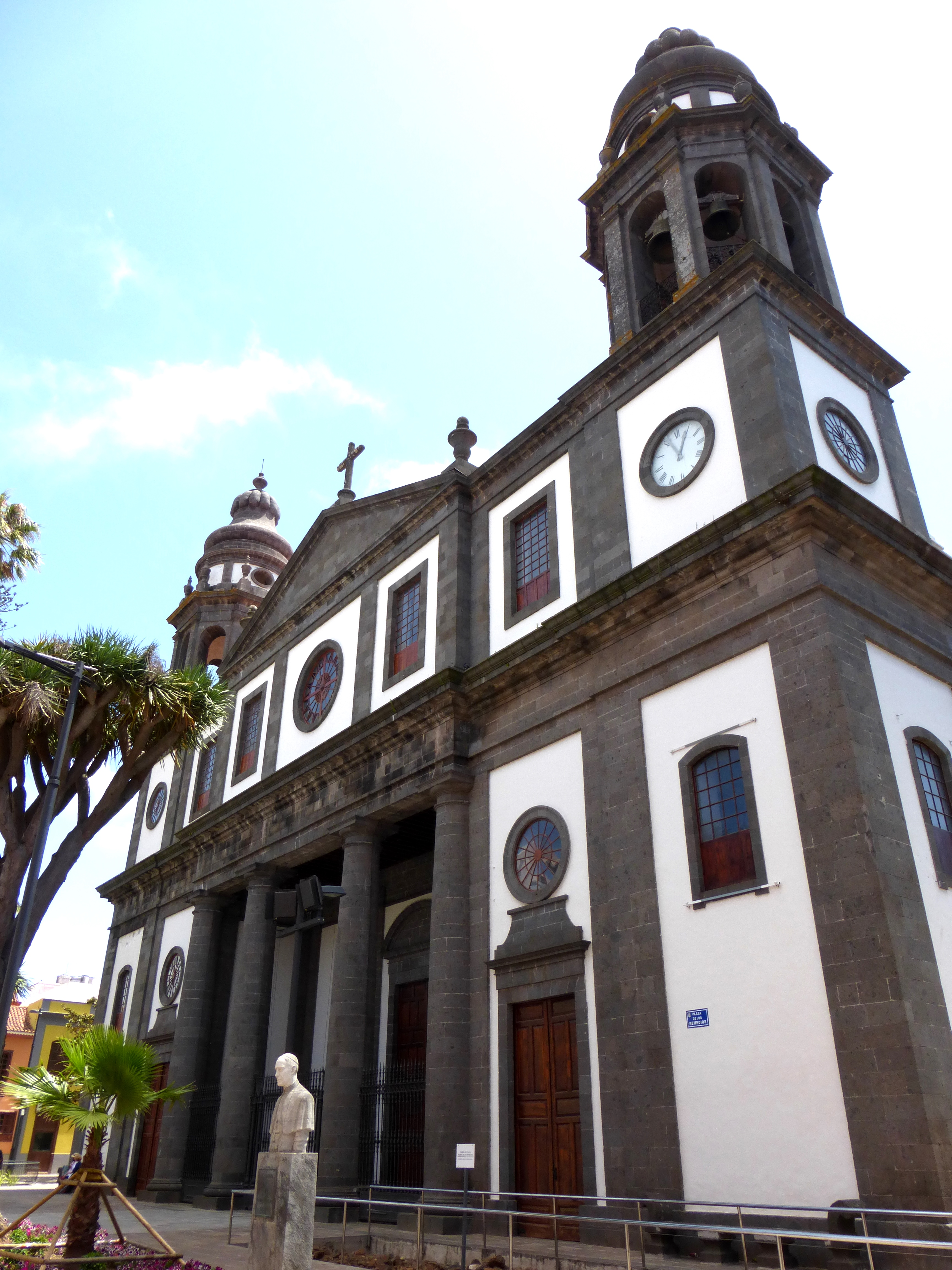
Cathédrale de La Laguna (Tenerife).

En 1815, le roi honore Cristóbal Bencomo y Rodríguez du titre de membre du conseil et de la chambre de Castilla et de la Grande-Croix Royale et distingué Ordre de Carlos III dont les insignes lui ont été remis par le roi en personne en 1817. La même année, il a été présenté par le monarque et par l'assemblée des évêques titulaires et il est nommé archevêque titulaire d'Héraclée (de) in partibus par le pape Pie VII.
Cristóbal Bencomo y Rodríguez a joué un rôle dans la création de la première université des îles Canaries, l'Université littéraire de San Fernando de San Cristóbal de La Laguna (Université de La Laguna). Cette institution a été créée par une charte royale en 1816.
Il a été bienfaiteur et promoteur de la création du diocèse de San Cristóbal de La Laguna. En 1818, en collaboration avec le clergé et les autorités de Tenerife, il demande au Saint-Siège la création d'un nouvel évêché pour les Canaries; ceci avec le plein accord du roi Fernando VII, le document est intitulé Instruction de la Chambre de Castilla. Le 1 février, 1819 une bulle papale a approuvé la division de l'évêché des îles Canaries en deux diocèses; puis, entre février et décembre 1819 ce diocèse est créé. Le diocèse de San Cristóbal de La Laguna comprend les îles de Tenerife, La Palma, La Gomera et El Hierro.
En 1818, Fernando VII a nommé inquisiteur général de l'Espagne, bien que cette institution était en baisse par rapport aux Cortes de Cadix. Bencomo a rejeté cette nomination, parce qu'il a compris que l'Inquisition était une institution appelée la disparition, il n'a pas eu la sympathie de la majorité des successions laïques et ecclésiastiques. À partir de ce moment, son influence sur la Cour d'Espagne et du roi a commencé à décliner.
Cristóbal Bencomo et ses frères ont contribué financièrement à la construction de la façade néoclassique de la cathédrale de San Cristóbal de La Laguna et la bibliothèque personnelle de Cristóbal a fait don à l'évêché qu'il avait contribué à créer. En outre, Bencomo a fait don à la cathédrale deux reliques: un morceau du manteau de saint Ferdinand III de Castille et un os de saint Jacques le Mineur.
Il est mort à Séville le 15 avril 1835. Il a été temporairement enterré dans la cathédrale de Séville près de la chapelle royale; il y est resté jusqu'en 1837, quand ses restes ont été transférés à la cathédrale de La Laguna à Tenerife.

## Œuvres littéraires
Dans sa facette littéraire, il est l'auteur de plusieurs œuvres littéraires :
- Instituciones Filosóficas para la enseñanza del Príncipe
- Carta a una señorita que le participó su estado de matrimonio (1804)
- Informe presentado a S.M. sobre el establecimiento de la Universidad en Canarias (1816)

En outre, Cristóbal Bencomo traduit du grec du Nouveau Testament, Sueño de Luciano et Tabla de Cebes. Il a également écrit plusieurs lettres doctrinales.